# Powerakkoord

Een powerakkoord (ook wel powerchord genoemd) is, anders dan de naam doet vermoeden, geen akkoord, maar een (harmonisch) interval. Powerakkoorden zijn gemakkelijk te spelen en in bijna elk akkoordenschema toe te passen.
Een powerakkoord bestaat in principe uit de grondtoon en de 5e toon (kwint). Dus een powerakkoord in E bestaat uit de grondtoon E en de B. Soms wordt ook het octaaf van de grondtoon erbij genomen, dus E, B en e.
Als de grondtoon zelf wordt weggelaten en alleen het octaaf ervan gespeeld wordt, spreekt men van een omgekeerd powerakkoord. In het voorbeeld met E en B is de B dan het octaaf van de grondtoon.
Omdat in een powerakkoord de terts ontbreekt zijn deze akkoorden speelbaar in stukken die zowel in mineur (kleine terts) als in majeur (grote terts) worden gespeeld.
Een omgekeerd powerakkoord werd toegepast in het bekende intro van Smoke On The Water van Deep Purple. 
Een powerakkoord met een stuwend ritme, gespeeld op een elektrische gitaar, waarbij de gitaarversterker wordt overstuurd (distorted) en er naast de grondtoon veel boventonen (harmonischen) ontstaan, geeft een hardrockcompositie de bekende "vette" drive.
Link Wray wordt vaak genoemd als degene die in 1958 met het instrumentale nummer Rumble het powerakkoord introduceerde. Ook You Really Got Me van The Kinks uit 1964 wordt in dit verband als een mijlpaal beschouwd.